# パリー海峡

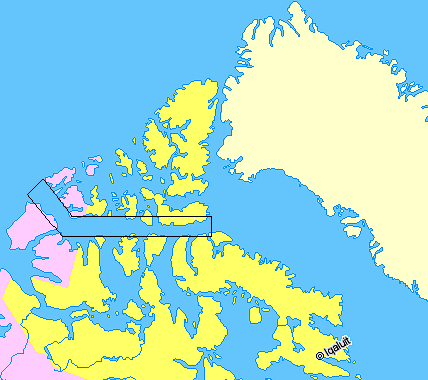
パリー海峡周辺の地図。東西に延びる部分は、夏季の遅い時期には通常航行が可能であるが、北西に延びる西側の部分（マクルアー海峡）は、通常は氷に閉ざされている。

パリー海峡（パリーかいきょう、英語: the Parry Channel）は、カナダ北極諸島の中央を貫く天然の水路。東側の3分の2ほどはヌナブト準州に属し、西側の3分の1ほど、西経110度線以西はノースウエスト準州に属している。水路は東西に伸びており、東側のバフィン湾と、西側のボーフォート海をつないでいる。東側の入口は、事実上、唯一有効な北西航路の径路である。海峡の西端は、氷に阻まれていなければ、北極諸島を抜ける出口のひとつである。海峡は、北側に位置するクイーンエリザベス諸島を、ヌナブト準州の他の地域から切り離している。
この海峡の部分的な名称としては、東から西へ、ランカスター海峡 (Lancaster Sound)、バロー海峡 (Barrow Strait)、バイカウントメルビル海峡 (Viscount Melville Sound)、マクルアー海峡 (McClure Strait) がある。海峡の南側には、東から西へ、まずバフィン島があってこの島のアドミラルティ湾やブローダー半島が海峡に面しており、さらにブーシア湾の広い海域へ抜けるプリンスリージェント海峡、サマーセット島、南側への主要な航路であるピール海峡 (Peel Sound)、プリンスオブウェールズ島、氷に閉ざされているマクリントク海峡 (M'Clintock Channel)、ビクトリア島、狭隘なプリンスオブウェールズ海峡 (Prince of Wales Strait)、 バンクス島がある。北側には、東から西へ、デヴォン島、ウエリントン海峡 (Wellington Channel)、コーンウォリス島、マクドゥガル海峡 (McDougall Sound)、バサースト島、メルヴィル島、プリンスパトリック島がある。
直線的に伸び、また十分な水深もあるこの海峡は、地殻構造の変動によって生じたものと考えられており、海峡の南側はカナダ楯状地、北側は堆積岩から成る北極諸島の島々が位置している。
パリー海峡は、北極探検家ウィリアム・エドワード・パリーにちなんで名付けられたものであるが、パリーは1819年にメルヴィル島まで到達し、その後、マクルアー海峡で氷に閉ざされて動けなくなった。その次に、この地点まで到達したのは、1850年のエドワード・ベルチャーの遠征隊の一部であった。
20世紀末以来、地球温暖化の影響で氷に閉ざされた部分の縮小が進んでおり、特に2012年には大幅な氷の退縮が観測された。